# Quercus cedrosensis
Quercus cedrosensis és una espècie del gènere Quercus dins de la família de les fagàcies. És una planta que es troba classificada com a vulnerable degut a la pèrdua del seu hàbitat a causa del sobrepasturatge de cabres i la sobreexplotació.

## Descripció
El desenvolupament de Quercus cedrosensis és dret. En general a la part baixa, tenen un tronc bastant desfullat, mentre a la part alta, desenvolupen abundants ramificacions. Aquestes plantes creixen prenent les dimensions d'un arbre. A l'estiu prenen una coloració blanquinosa. Pot arribar als 30 m d'alçada i no manté totes les fulles a l'hivern.

## Distribució i hàbitat
Quercus cedrosensis és originari de l'estat de Baixa Califòrnia al nord-oest de Mèxic, inclosa l'illa Cedros. També s’ha trobat al comtat de San Diego, Califòrnia.

## Taxonomia
Quercus cedrosensis va ser descrita per Cornelius Herman Muller i publicat a Madroño 16(6): 188–192, f. 1–3, 5, l'any 1962.
Etimología
Quercus: nom genèric del llatí que designava igualment al roure i a l'alzina.
cedrosensis: epítet geogràfic que al·ludeix a la seva localització a l'illa Cedros.
Sinonímia
- Quercus sedrosensis C.H.Mull., Madroño 16: 188 (1962), orth. var.[4]